# Ivo Stefanoni
Ivo Stefanoni, född 5 juni 1936 i Mandello del Lario i Lecco, är en italiensk före detta roddare.
Stefanoni blev olympisk guldmedaljör i fyra med styrman vid sommarspelen 1956 i Melbourne.